# Фогу (вулкан)

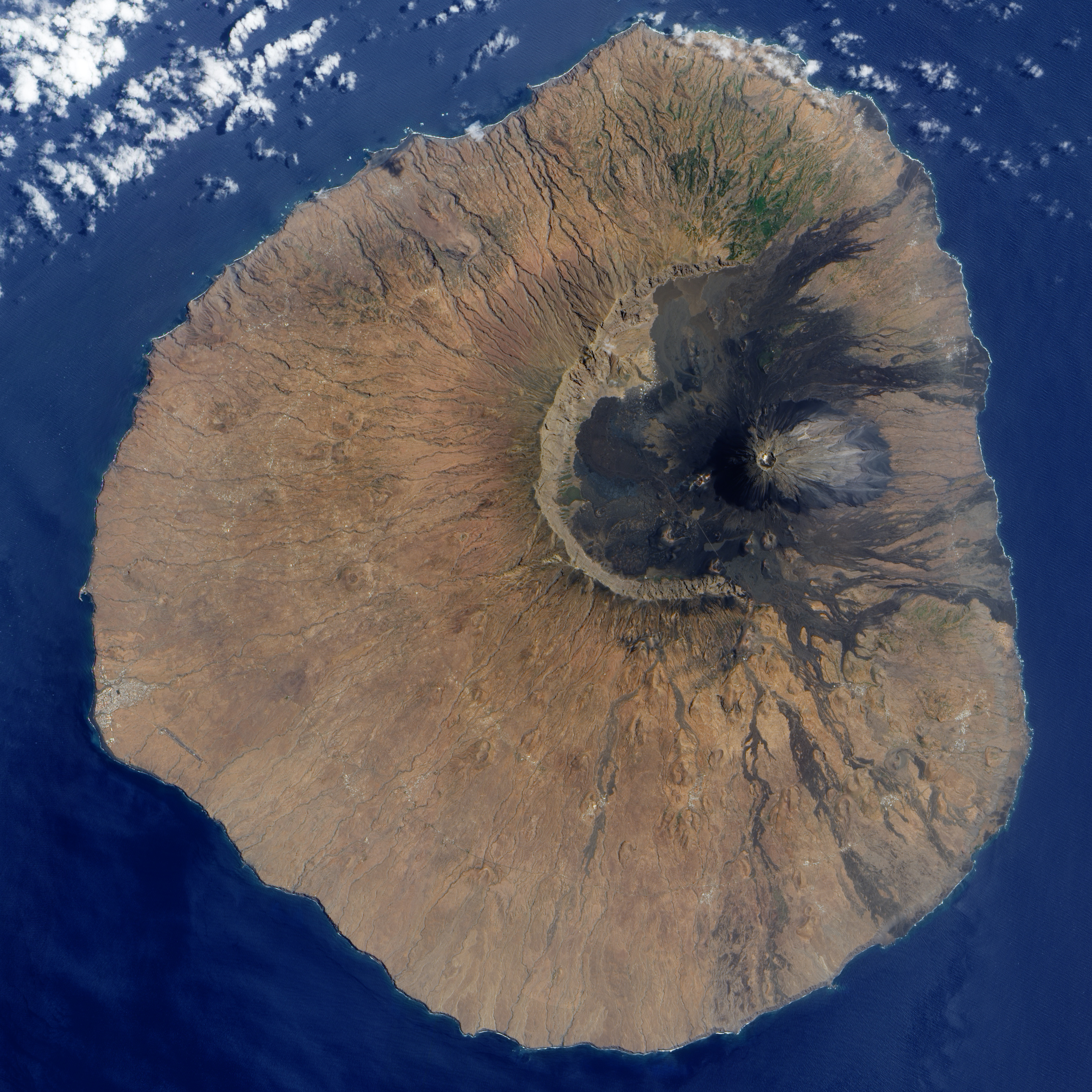
Вулкан Фогу на острові Фогу, супутниковий знімок.

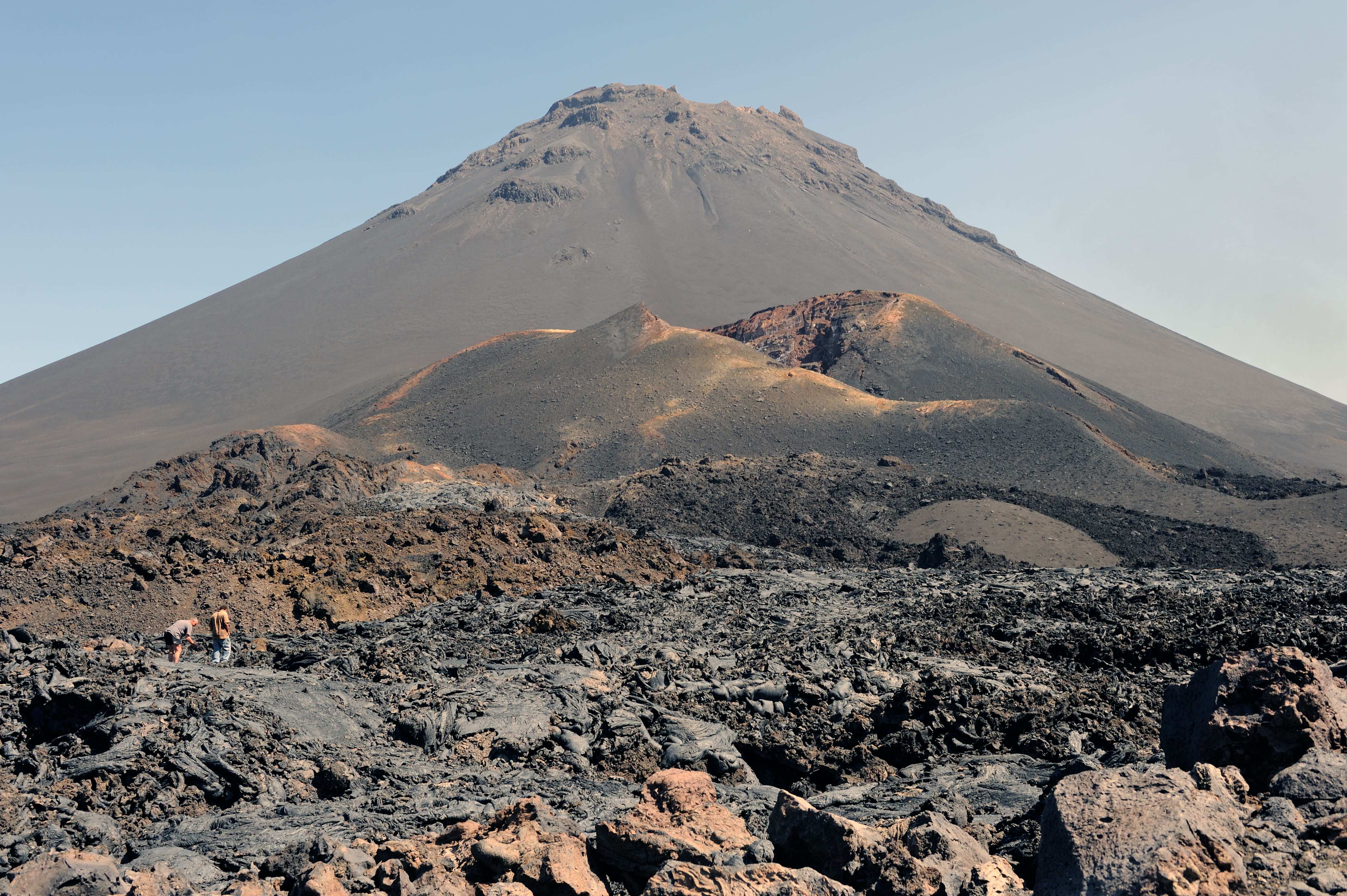
Вулкан Фогу.

Фогу (порт. Pico do Fogo) — діючий вулкан, висотою 2829 м, розташований на однойменному острові в Кабо-Верде.

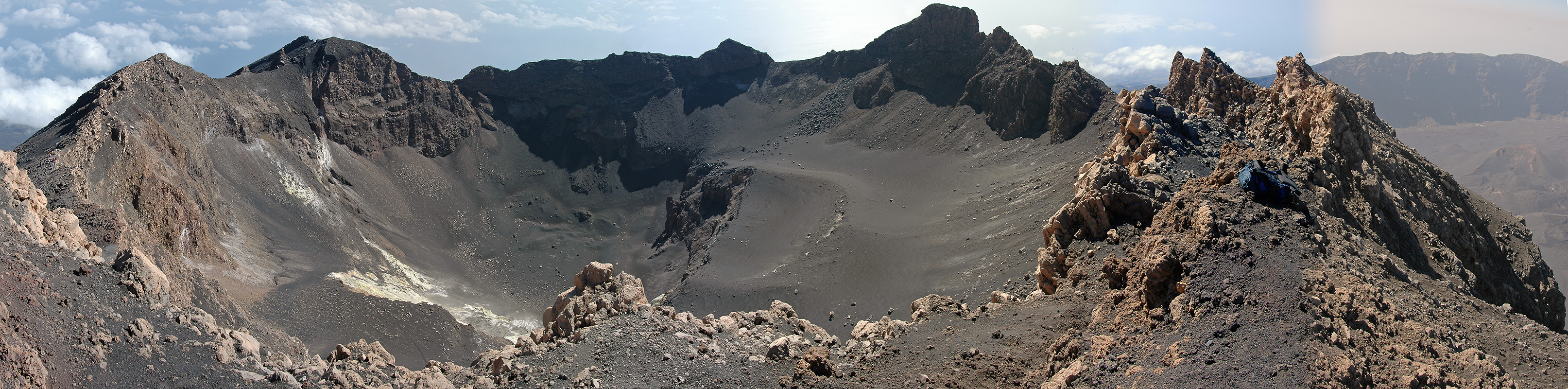
Кальдера вулкана Фогу.

Постійна вулканічна активність Фогу змушувала людей шукати притулок на острові Брава, який знаходиться усього за 20 км від острова Фогу. Виверження 1680 року примусило багатьох покинути острів і поселитися на острові Брава. Останні виверження відбувалися у 1995 і у 2014–2015 роках.